# Jean de Cardaillac-Saint-Cirq
Pour les articles homonymes, voir Cardaillac (homonymie).
Jean de Cardaillac-Saint-Cirq né vers 1450 et mort le 28 novembre 1543 est un homme d'Église français.

## Biographie
Jean de Cardaillac-Saint-Cirq est issu de la famille de Cardaillac à qui appartenait la terre de Saint-Cirq. Il est le troisième garçon d'une fratrie de quatre enfants, nés de Jean de Cardaillac Saint-Cirq Lapopie (1408-1470), seigneur de Saint-Cirq Lapopie, Concots, Cieurac, Aujols, Saint-Céré et Biars, maréchal du Quercy et de Mascarose de Rabastens qu'il épousa en 1445. L'aîné Raymond de Cardaillac, baron de Saint-Cirq Lapopie, était suivi par Antoine, abbé d'Aurillac, doyen de Carjac, puis après Jean, une fille, Catherine de Cardaillac, femme en premières noces de Bertrand des Prèz, seigneur de Montpezat, puis de Jean de Saint-Étienne, seigneur de Montbetou.
En 1229, un de ses ancêtres Bertrand de Cardaillac rendit hommage à Raymond VII, comte de Toulouse pour cette terre. Un de ses descendants, nommé lui aussi Bertrand, reçut en 1395 le château et la terre de Saint-Cirq. Il fut la source des barons de Cardaillac-Saint-Cirq.
En 1471, Louis XI fit démanteler le château de Raymond de Cardaillac qui avait pris parti contre lui en soutenant le duc de Berry dans la guerre du Bien public. Le château fut reconstruit sous le règne de Charles VIII, qui accorda de grandes faveurs à Raymond de Cardaillac, en dédommagement des préjudices causés sous le règne de Louis XI.
Jean de Cardaillac-Saint-Cirq échangea en 1502 son canonicat de Cahors avec Olivier de Gontaud, contre l'église du castrum de Saint-Séré, dont il devint le recteur, et son annexe de Saint-Laurent qui comptait depuis quelques années dans les paroisses de la châtellenie. À partir de 1514, il n'est plus fait mention du recteur de Saint-Séré.
Dénommé Jean IV dans la liste des abbés d'Aurillac, il reconstruit, sur un nouveau plan, la chapelle de Saint-Géraud et renferme ses reliques dans une chasse d'argent. Il était abbé, disent les bénédictins, vers l'an 1558, alors qu'il est mort en 1543.
Le père Dominique de Jésus nomme le cardinal de Pérouse comme étant le 41e, avant Antoine de Cardaillac, et fait succéder Charles de Saint-Martin à Antoine de Cardaillac. Il semble que les consuls d'Aurillac avaient en face d'eux une autorité supérieure et rivale, leur unique préoccupation fut de saper cette autorité, mais, quand l'abbaye fut devenue un simple émolument pour de grands dignitaires étrangers, qui n'avaient plus un intérêt direct à accroître leur pouvoir en restreignant celui des consuls, ceux-ci se firent courtisans pour obtenir des faveurs, pour acheter la protection des abbés de cour, et les franchises municipales leur furent sacrifiées l'une après l'autre. Ainsi, lorsque Jean de Cardaillac, arrivé au château de Belbex, voulut faire son entrée en ville, les consuls, en robes et en chaperons, accompagnés des principaux bourgeois, furent le chercher jusqu'à Belbex. 
Jean de Cardaillac est mort le 28 novembre 1543 et fut inhumé dans l'abbatiale de Belleperche.